# Dębno (powiat pilski)
Dębno (niem. Dembno) – wieś w Polsce położona w województwie wielkopolskim, w powiecie pilskim, w gminie Łobżenica.
W latach 1975–1998 miejscowość należała administracyjnie do województwa pilskiego.

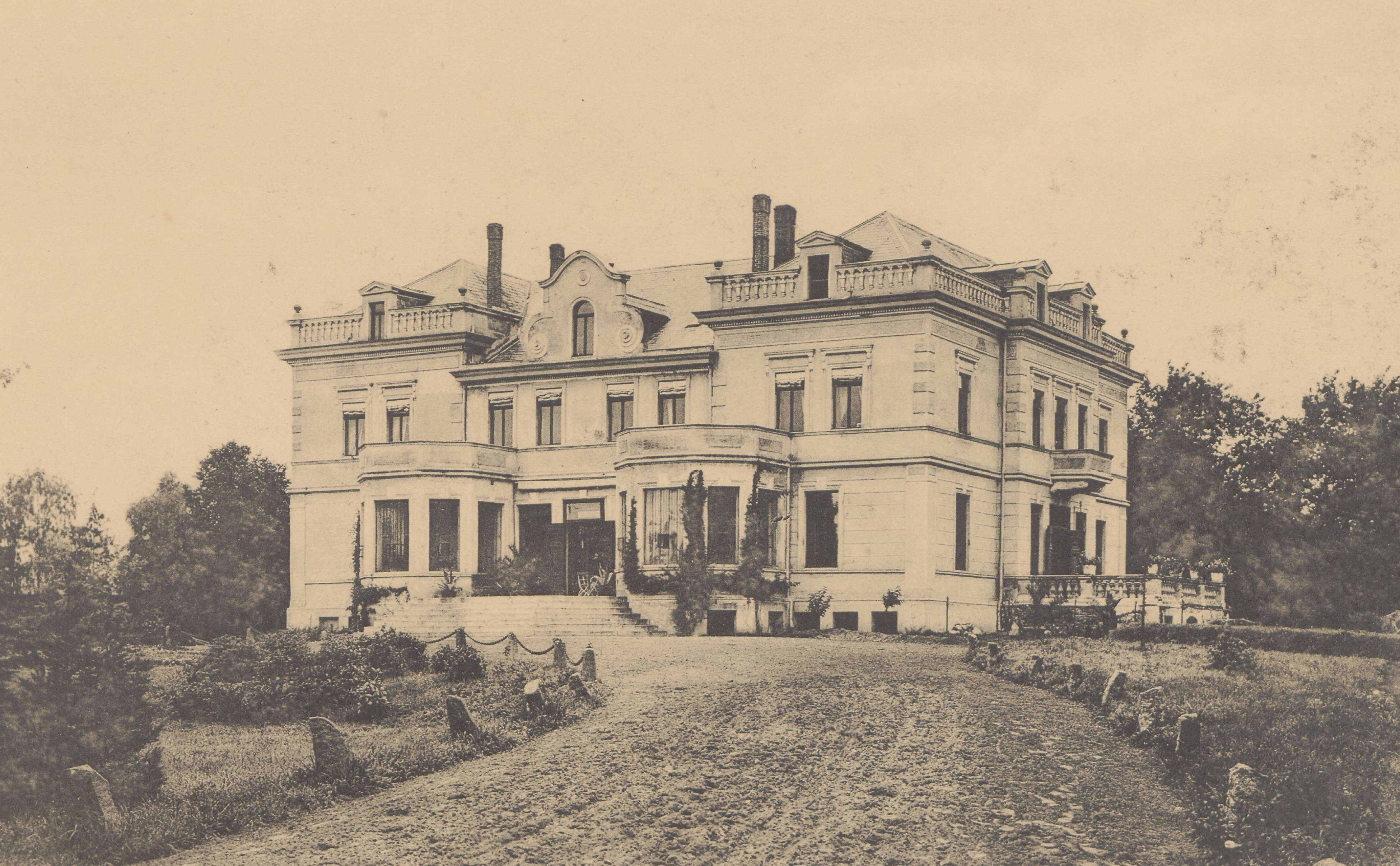
Widok pałacu przed 1912